# Надувание гусениц

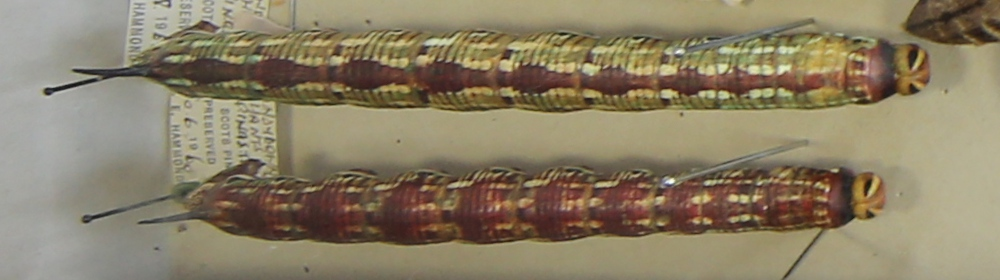
Смонтированные препараты шкурок гусениц бражников

Надувание гусениц — метод сохранения собранных гусениц бабочек для хранения их в энтомологических коллекциях, использовавшийся в основном в XIX и начале XX века. Гусеницу замаривают, лишают внутренностей, пустую шкурку надувают воздухом и высушивают.
В качестве метода сохранения его в значительной степени заменили сушкой вымораживанием и консервированием в спирте. В некоторых случаях надувание гусеницы обеспечивает лучшее сохранение цвета, чем сохранение в спирте, хотя появление цветной фотографии сделало это менее важным.
Ограничением этого метода было то, что он мог давать плохие результаты в виде слишком больших и вздутых экземпляров с плохой окраской, особенно если его применяли, когда гусеница линяла или собиралась окукливаться. Также затруднено создание сложных композиций из насекомых «в среде обитания».
Сохранение цвета не всегда было идеальным, и некоторые коллекционеры раскрашивали надутые экземпляры, хотя акварельные краски могли деформировать кожу.

## Технология
Перед надуванием гусениц умерщвляют. Для этого используется энтомологическая морилка. Перед замариванием гусениц, из которых запланировано изготовление препарата, на протяжении суток-двух выдерживают без пищи. Особенно это необходимо при работе с крупными гусеницами с яркой окраской и гусеницами, покрытыми густыми длинными волосками. Бледно окрашенных, зелёных, голых и мелких гусениц можно надувать, не выдерживая предварительно без пищи. Перед отмиранием гусеницы выделяют изо рта много жидкости, поэтому для предохранения их от загрязнения в морилку кладут большое количество кусочков фильтровальной бумаги. Как только гусеница прекратила подавать признаки жизни, её, пока она не потеряла окраску, быстро вынимают из морилки и кладут на фильтровальную бумагу, брюшной стороной кверху, после чего делают небольшой разрез ножницами или бритвенным лезвием чуть ниже анального отверстия. Далее, аккуратно нажимая на гусеницу пальцем или карандашом, делают волновые движения в сторону разреза, выдавливая внутренности и сразу же удаляя их салфеткой. Эти манипуляции производят очень аккуратно, чтобы не повредить шкурку гусеницы.
Иногда кишечник вытягивают из тела гусеницы с помощью пинцета, при этом за кишечником извлекается большая часть остальных внутренностей гусеницы.
После удаления внутренностей шкурку гусеницы оставляют на 10 минут полежать для сокращения кожной мускулатуры. После этого гусеница готова к собственно надуванию.
Надувают гусеницу или просто вдувая в неё воздух через вставленную в анальное отверстие соломинку, или, что удобнее, с помощью резинового баллона со стеклянным наконечником. Перед надуванием шкурку возле анального отверстия привязывают к соломинке ниткой.
Существует несколько вариантов высушивания шкурки гусениц. В первом на плиту ставят пустую кастрюлю и ждут, когда она накалится. Как только кастрюля нагрелась, соломинку с гусеницей опускают в неё и, придерживая пинцетом за кончик брюшка (если крепко сидит, то можно не держать), начинают дуть в неё, постоянно поддерживая в надутом состоянии. Держать надутую гусеницу лучше в середине кастрюли, чтобы она равномерно засыхала. Не прикасаться до дна и стенок кастрюли. Полностью высушенную гусеницу достают из кастрюли и дают ей остыть.
Во втором варианте закрепленная на трубочке шкурка помещается в обыкновенное ламповое стекло, укрепленное на подставке в горизонтальном положении, или удерживается над небольшим листом жести. Под ламповым стеклом (или жестью) ставят спиртовую горелку, чтобы шкурка во время надувания находилась в горячем воздухе и затвердела в надутом состоянии в заданной позе. Закрепив шкурку, осторожно дуют в соломинку или надавливают на баллон. Через некоторое время шкурка снова опадает, поэтому в соломинку дуют или надавливают на баллон ритмично, так, чтобы струя воздуха была слабой, но непрерывной. Вдуваемый в шкурку воздух выходит из неё через дыхальца. Шкурку осторожно накачивают и равномерно поворачивают до затвердевания.
При нагревании и надувании шкурки остерегаются её чрезмерного растягивания, придающего гусенице неестественный вид (или даже приводящего к разрыву шкурки); слишком долгого, а тем более слишком сильного нагревания, из-за которого цвет гусеницы меняется; соприкосновения со стенками нагревательного прибора, так как это может её обжечь и испортить. Нагревают шкурку 10—15 минут.
Чтобы убедиться в том, сухая гусеница или нет, можно легонько нажать на неё пинцетом: если она твердая во всех местах, то она высохла, если хоть где-нибудь покровы прогибаются, то высушивание продолжают. Медленнее всего засыхает поверхность гусеницы у самого разреза. Процедура надувания достаточно долгая. Если кожица окажется полностью затвердевшей, процесс препаровки можно считать законченным.
Когда гусеница высохла, её можно подготавливать к монтажу. В анальное отверстие гусеницы вставляется и закрепляется клеем или ниткой соломина, спичка, тонкая палочка подходящего диаметра (если надувание производилось через соломину, то она оставляется в шкурке) или покрытая шеллаком проволока. Подколотую на соломинку энтомологической булавкой гусеницу помещают в ящик. Длина соломинки внутри гусеницы должна составлять приблизительно ½—⅔ длины гусеницы.
У опытного практикующего весь процесс препарирования может занимать от 5 до 6 минут.
Для надувания и высушивания гусениц энтомологами были разработаны различные специальные устройства, такие как миниатюрные духовки со спиртовым подогревом.
Для сохранения гусеницы в неё вместо надувания могут вводить после удаления внутренних органов воск или силиконовую замазку.